# Minoru Tanaka
Minoru Tanaka (田中稔 Tanaka Minoru?) (29 de noviembre de 1972) es un luchador profesional japonés. Es conocido por su carrera en BattlARTS, New Japan Pro Wrestling, All Japan Pro Wrestling, WRESTLE-1 y Pro Wrestling NOAH, empresa donde se encuentra actualmente. Es uno de dos luchadores (el otro es Naomichi Marufuji) que han ganado las tres preseas más importantes de la categoría de Peso Completo Juniors en Japón: el campeonato IWGP de la New Japan, el PWF de la All Japan y el GHC de la NOAH.

## Vida personal
Tanaka está casado desde 2002 con la luchadora profesional retirada Yumi Fukawa. La pareja tuvo su primera hija en 2004.

## Carrera
Después de haber practicado gimnasia y shootboxing, Tanaka conoció en 1993 a Yoshiaki Fujiwara, quien le invitó a su dōjō para convertirse en luchador profesional.

### Pro Wrestling Fujiwara Gumi (1994-1995)
Tanaka empezó a competir en febrero de 1994 en la empresa de shoot wrestling Pro Wrestling Fujiwara Gumi, la cual era llevada por Yoshiaki. Debutando contra Mark Ashford-Smith, Minoru pasó el resto del año como jobber, no consiguiendo su primera victoria hasta su lucha contre el luchador de artes marciales mixtas Yasunori Okuda. Poco después, la mayor parte del personal de Fujiwara Gumi abandonó la empresa, y Tanaka se fue con ellos.

### BattlARTS (1996-1998)
Tras la salida de Fujiwara Gumi, sus antiguos empleados fundaron BattlARTS, donde Tanaka ascendió en la escala y empezó a tener victorias a menudo, llegando a tener una oportunidad por el FMW Independent World Junior Heavyweight Championship contra Taka Michinoku en una serie de acuerdos entre BattlARTS y Frontier Martial-Arts Wrestling. Aunque no lo consiguió, Minoru tuvo otra por el UWA World Middleweight Championship contra Shoichi Funaki, en la que si resultó victorioso. Tanaka participó en el torneo Young Generation Battle 1998, donde logró llegar a la semifinal, pero fue eliminado ahí por Yuki Ishikawa. Tras ello, Minoru formó una alianza con Masaaki Mochizuki y ambos compitieron en la siguiente liga, la Tag Battle 1998, pero de nuevo sus esfuerzos quedaron en vano, sin conseguir la victoria. Sus derrotas, sin embargo, no duraron mucho, ya que en otro acuerdo con FMW Tanaka ganó finalmente en FMW Independent World Junior Heavyweight Championship contra su siguiente propietario, Ricky Fuji, y por las mismas fechas fue contratado por la mayor empresa de Japón, New Japan Pro Wrestling.

### New Japan Pro Wrestling (1999-2009)
A mediados de 1998, varios luchadores de BattlARTS, entre ellos Tanaka, Mochizuki y Masao Orihara, fueron contratados por New Japan Pro Wrestling, donde además entraron en el torneo Best Of The Super Juniors VI. Tanaka no logró ganarlo, pero tuvo en él importantes victorias contra El Samurai y Shinjiro Otani. Acabado el torneo, Minoru se enfrentó a Koji Kanemoto por el IWGP Junior Heavyweight Championship, combate en el que salió derrotado. Sin embargo, el talento natural de Tanaka le hizo cada vez más popular y poco después el mismo Kanemoto formó equipo con él para retar a Shinjiro Otani & Tatsuhito Takaiwa por el IWGP Junior Heavyweight Tag Team Championship. A lo largo del año, Tanaka se convirtió en uno de los principales peso crucero de la compañía y, después de una notable actuación en el Best Of The Super Juniors VII, Kanemoto y él ganaron por fin el campeonato en parejas contra Otani y Takaiwa; además, Minoru en solitario derrotó a Takaiwa para ganar el título que se le había resistido en su anterior encuentro, el IWGP Junior Heavyweight Championship, convirtiéndose en un doble campeón. De esta manera, Tanaka y Kanemoto se convirtieron en una reminiscencia del antiguo equipo de Nobuhiko Takada & Akira Maeda, ya que el estilo de lucha de Tanaka era similar al de Takada, y el de Kanemoto, más ceñido al suelo, al de Maeda. El equipo continuó imbatido a lo largo de los meses, con equipos como Jushin Thunder Liger & Shinya Makabe, Kendo Kashin & Tatsuhito Takaiwa y Dr. Wagner, Jr. & Silver King cayendo ante ellos en parejas, hasta que en marzo de 2001 fueron vencidos al final por Jushin Thunder Liger & El Samurai. El campeonato individual de Minoru duraría un poco más, ya que Minoru llegó con él a las finales del Best Of The Super Juniors VIII, donde Jushin Liger salió victorioso. No fue hasta agosto cuando lo perdió, en este caso ante Masayuki Naruse.
A principios de 2009 Tanaka, descontento con la nueva dirección de la empresa, abandonó NJPW después de una década en ella.

### All Japan Pro Wrestling (2009-2013)
Un mes después de su salida de NJPW, Tanaka hizo una aparición sorpresa en All Japan Pro Wrestling bajo su nombre de pila, Minoru, siendo introducido por TARU como el nuevo miembro de la facción heel Voodoo Murders, en sustitución de YASSHI. Se reveló entonces que Minoru había sido contratado por AJPW, y que se incorporaba como miembro regular.

### WRESTLE-1 (2013-presente)
En septiembre de 2013, tres meses después de abandonar AJPW junto con varios otros luchadores, Tanaka debutó en WRESTLE-1, la nueva empresa de Keiji Muto.

## En lucha
- Movimientos finales
  - FIREBALL Splash[1][2] (450º splash)
  - HEAT Clutch[2] (Flying cross armbar transicionado en cradle pin)
  - Minoru Special[1][2] (Stepover armbar takedown derivado en cross armbar)
  - Minoru Special II[3] (Rolling northern lights suplex derivado en cross armbar)
  - Santa Monica Pier[1][2] (Leg hook Death Valley driver)
  - Wrist-clutch fisherman brainbuster,[4] a veces desde una posición elevada
  - High-speed roundhouse kick a la cabeza del oponente[5]

- Movimientos de firma
  - Twister[6] (Spinning brainbuster) - 2006; adoptado de Masaaki Mochizuki
  - Sankakugeri[6] (Corner second rope springboard enzuigiri) - 2006; adoptado de Masaaki Mochizuki
  - Ankle lock[7]
  - Brainbuster, a veces desde una posición elevada
  - Cross armbar, a veces desde un victory roll
  - Cross kneelock[8]
  - Diving moonsault
  - Dropkick,[9] a veces desde una posición elevada
  - Enzuigiri
  - Fisherman brainbuster, a veces desde una posición elevada[9]
  - Fujiwara armbar[9]
  - Inverted facelock
  - Kimura lock
  - Kip-up
  - Leg-feed flying cross armbar[9]
  - Modified sharpshooter[7]
  - Over the top rope suicide somersault senton[7]
  - Running Death Valley driver
  - Shining wizard
  - Sitout facebuster[10]
  - Sole kick
  - Varios tipos de suplex:
    - California Maki[4] (Swinging fisherman)
    - Bridging belly to back,[2] a veces en sucesión
    - Bridging double chickenwing[2]
    - Bridging full Nelson[2]
    - Bridging German[7]
    - Bridging three-quarter Nelson[2]
    - Inside leg hook belly to back
    - Overhead belly to belly[2]

- Mánagers
  - Nana Natsume
  - TARU

- Apodos
  - "Black Prince"[1]

## Campeonatos y logros
- All Japan Pro Wrestling
  - Gaora TV Championship (1 vez)
  - AJPW World Junior Heavyweight Championship (1 vez)
  - AJPW Junior Tag League (2009) - con Toshizo

- BattlARTS
  - Independent Junior Heavyweight Championship (1 vez)
  - UWA World Middleweight Championship (1 vez)
  - BattlARTS Japanese Junior Crown League (1999)
  - JCC Tournament (1999)

- Frontier Martial-Arts Wrestling
  - FMW World Junior Heavyweight Championship (1 vez)

- Kaientai Dojo
  - K-Award Lucha en parejas del año (2004) con Ryusuke Taguchi contra Kengo Mashimo & Kunio Toshima el 11 de septiembre

- New Japan Pro Wrestling
  - IWGP Junior Heavyweight Championship (4 veces)
  - IWGP Junior Heavyweight Tag Team Championship (5 veces) - con Koji Kanemoto (1), Jushin Liger (1), Hirooki Goto (1) y Prince Devitt (2)
  - Best of the Super Juniors XIII (2006)
  - Naeba Cup Tag Tournament (2003) - con Manabu Nakanishi
  - G1 Junior Six Man Tag Team Tournament (2001) - con Masayuki Naruse & Masahito Kakihara
  - Junior Heavyweight Tag MVP (2005) con Hirooki Goto

- Pro Wrestling NOAH
  - GHC Junior Heavyweight Championship (1 vez)
  - GHC Junior Heavyweight Tag Team Championship (2 veces) - con Yoshinari Ogawa (1) y Hi69 (1)

- Pro Wrestling Illustrated
  - Situado en el N°23 en los PWI 500 de 2001[11]
  - Situado en el N°12 en los PWI 500 de 2002[12]
  - Situado en el N°237 en los PWI 500 de 2003[13]
  - Situado en el N°86 en los PWI 500 de 2007[14]

- Wrestling Observer Newsletter
  - WON Mejor luchador técnico (2001)

## Récord en artes marciales mixtas
| Resultado | Récord | Oponente      | Método                      | Evento                            | Fecha                   | Ronda | Tiempo | Localización         | Notas |
| --------- | ------ | ------------- | --------------------------- | --------------------------------- | ----------------------- | ----- | ------ | -------------------- | ----- |
| Derrota   | 0-3    | Sanae Kikuta  | Sumisión (guillotine choke) | RINGS Battle Genesis 2            | 14 de octubre de 1997   | 2     | 3:08   | Tokio, Japón         |       |
| Derrota   | 0-2    | Wataru Sakata | Sumisión (guillotine choke) | RINGS Extension Fighting 4        | 13 de agosto de 1997    | 1     | 5:03   | Kagoshima, Japón     |       |
| Derrota   | 0-1    | Wataru Sakata | Sumisión                    | RINGS Mega Battle Tournament 1994 | 16 de diciembre de 1994 | 1     | 0:49   | Aichi, Nagoya, Japón |       |